# 文贯中
文贯中（英語：Guanzhong James Wen，1946年—），原籍湖南省善化县（今湖南省长沙市望城区），出生于上海，美籍华裔经济学家，康涅狄格州三一学院经济系终身教授，前國軍中將文强之子。

## 生平
文贯中是文强第四子，生母是文强第二任夫人葛世明。文化大革命期间他因家庭出身而被宣布为“反动学生”并曾关入牛棚，后赴吉林梨树农村上山下乡。1975年被“特赦”后前往北京，曾担任公共汽车售票员与食品厂搬运工。文革结束后，他于1978年进入中国社会科学院情报研究所任翻译员。次年考入复旦大学，攻读世界经济专业硕士学位。毕业后留校任教，次年作为访问学者前往美国芝加哥大学进行为期一年的访问，此后继续在芝加哥大学深造。1989年获经济学博士学位，并任教于纽约市立大学勃鲁克学院。1994年起任教于三一学院经济系。1999年至2000年间曾任中国留美经济学会（Chinese Economists Society）会长。
他的主要研究领域包括中国农村土地制度、人民公社中的公共食堂与大饥荒、中国城市化问题、经济全球化对中国的影响等。